# Ada Thilen
Ada Maria Thilen (Kuopio, 10 de mayo de 1852 - Helsinki, 14 de junio de 1933) fue una pintora finlandesa conocida por sus paisajes. 

## Trayectoria
Thilen nació en Kuopio en 1852. Tenía una lesión ocular de nacimiento, por lo que tuvo que usar un ojo de vidrio. Su padre era el consejero de la Cámara del Tesoro del Senado, Julius Gustaf Reinhold Thilen, y su madre fue Vilhelmina Angelika Elisabet Ehrnrooth.
Thilen estudió con el pintor sueco-finlandés Hjalmar Munsterhjelm en la Real Academia Sueca de las Artes en Estocolmo. Pertenecía a la misma generación de otras pintoras suecas y finlandesas con las que estudió entre 1876 y 1878 con el profesor Adolf von Becker, como Helene Schjerfbeck, Maria Wiik y Helena Westermarck, con las que llegó a compartir un estudio de arte.
Debutó como artista en 1876, representando en sus inicios paisajes, con una visión idealista y romántica del arte, por influencia con sus primeros profesores. En 1880 comenzó a estudiar en París en la Academia Trélat, donde tuvo a los pintores franceses Léon Bonnat y Jean-Léon Gérôme como profesores. En la academia parisina estaban otras artistas finlandesas como Helene Schjerfbeck, Helena Westermarck, Ellen Favorin o Alma Engblom. Sin embargo, todas ellas pasaron a estudiar un tiempo después a la Académie Colarossi donde Thilen tuvo como maestros a Gustave Courtois y Louis-Joseph-Raphaël Collin, que eran considerados artistas realistas de salón. Realizó viajes a diferentes destinos, como Noruega o a Bretaña en 1886, en los que se dedicaba a pintar paisajes y retratos.
Sus profesores parisinos, junto con la influencia que ejercieron sobre ella las pintoras finlandesas Fanny Churberg e Hilda Granstedt durante el verano de 1880, fueron claves en la evolución de Thylen hacia la pintura de retratos y el realismo francés típico de la época, con influencias italianas, lo que se ve reflejado en su obra más famosa, The Blue Bell Girl de 1890. Thylen empleaba pinturas al óleo, además de acuarela y pinturas al pastel y sus obras solían ser de pequeño tamaño y temática natural, con algunos relatos de viajes al extranjero, caracterizándose  por la simplicidad, la emoción y el dominio del dibujo y el color. En 1896 Thilen pintó su autorretrato.
Aunque Thilen nunca realizó una exposición individual, como la mayoría de las artistas femeninas de su generación, sí que tuvo presencia en varias exposiciones colectivas de artistas finlandeses a lo largo de su carrera, como en 1893, 1895, 1897, 1900, 1901, 1903, 1906 y 1924. En 1920, formó parte de una exposición retrospectiva en el Salón Strindberg, en la que también se incluía la obra de las artistas Hanna Rönnberg y Anna von Bonsdorff.
La mayor parte de la obra de Thilen se encuentra en colecciones particulares. La correspondencia entre ella y la pintora Helene Schjerfbeck se encuentra en la biblioteca de la Universidad Åbo Akademi en Turku. Thilen murió en Helsinki en 1933.

## Algunas de sus obras

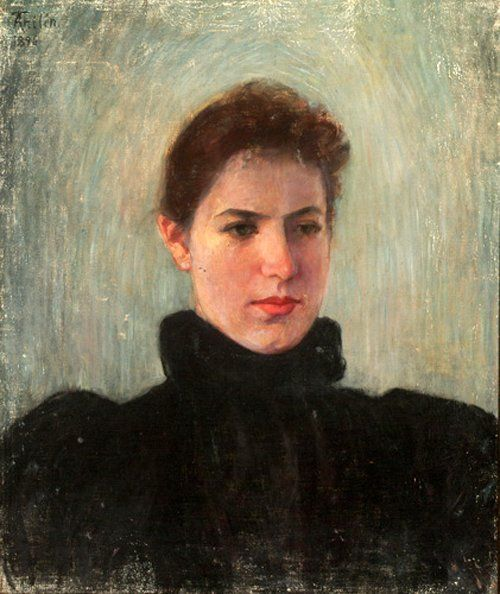
Autorretrato (1896)
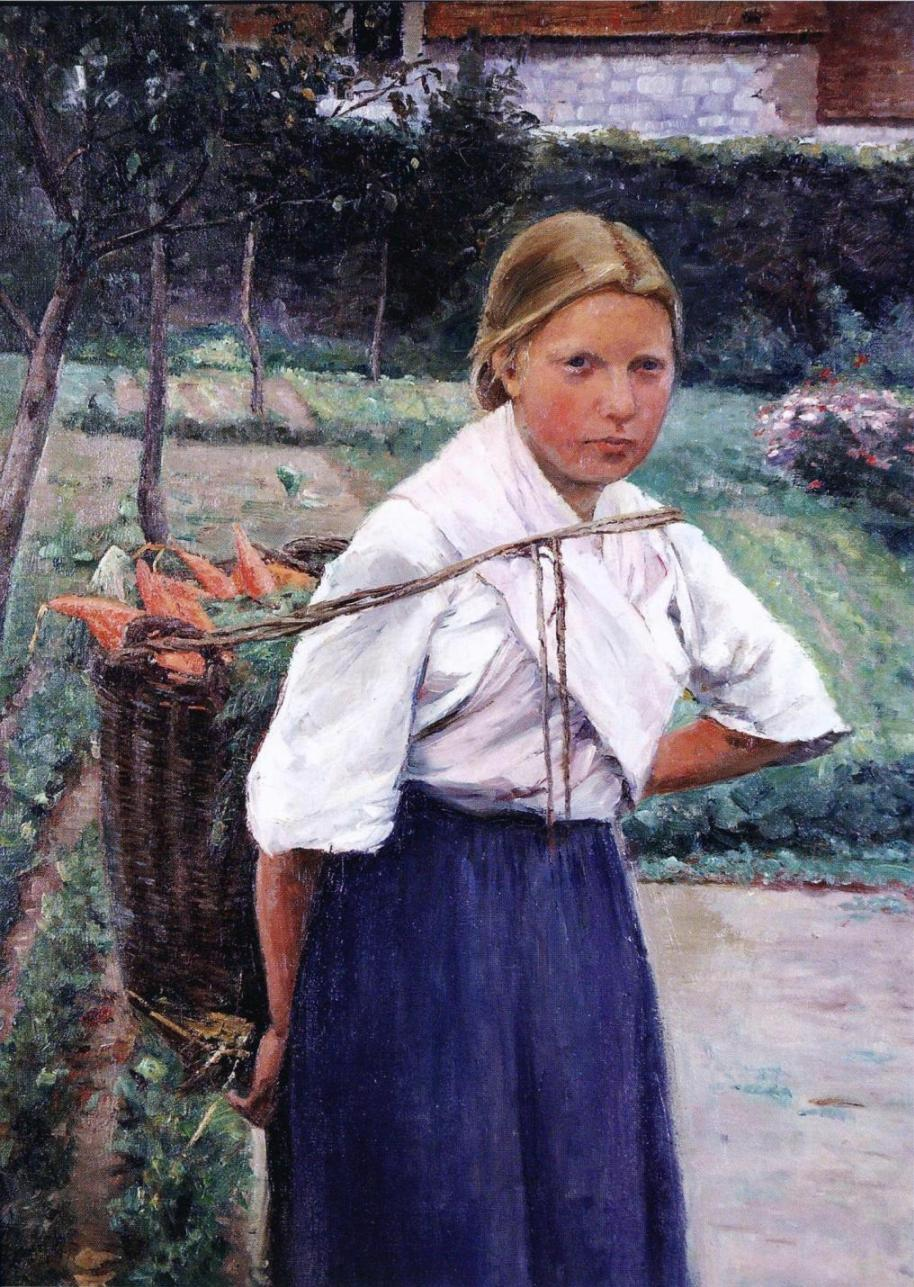
Muchacha acarreando zanahorias (hacia 1889)
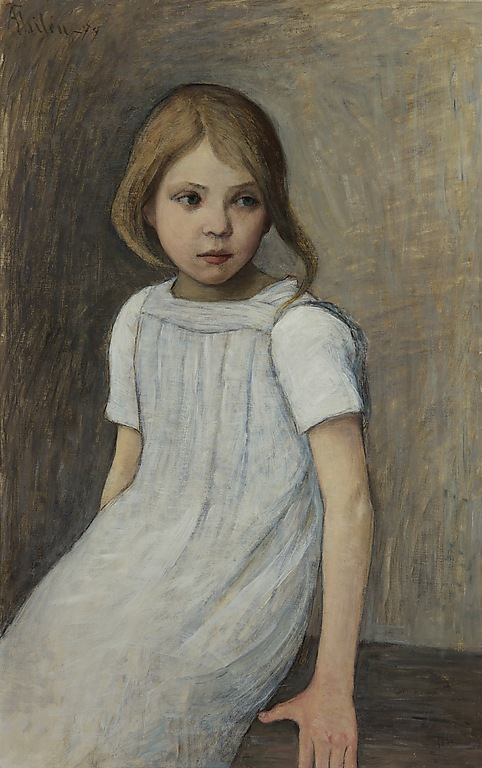
Mañana (1899)
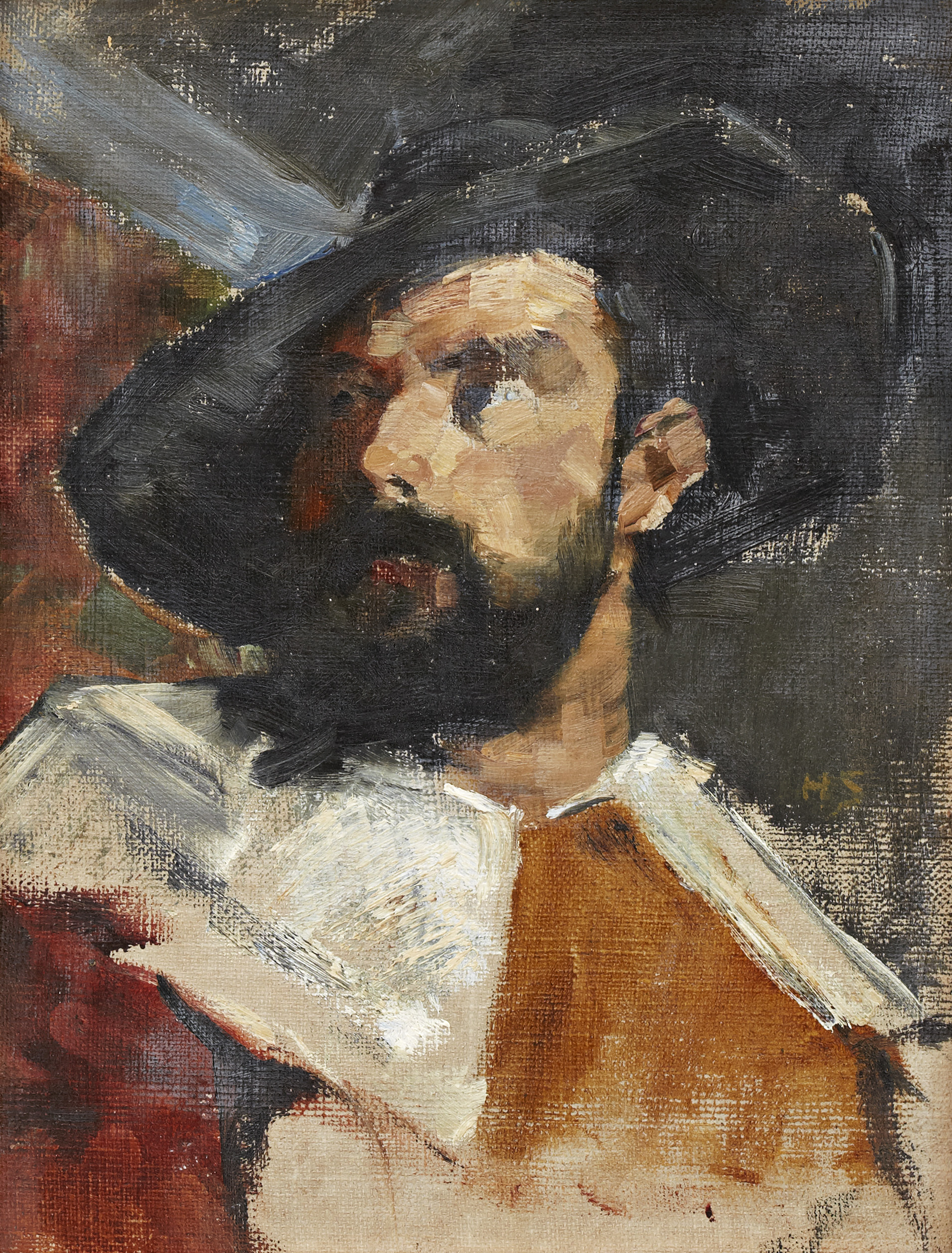
Retrato de hombre (1881)
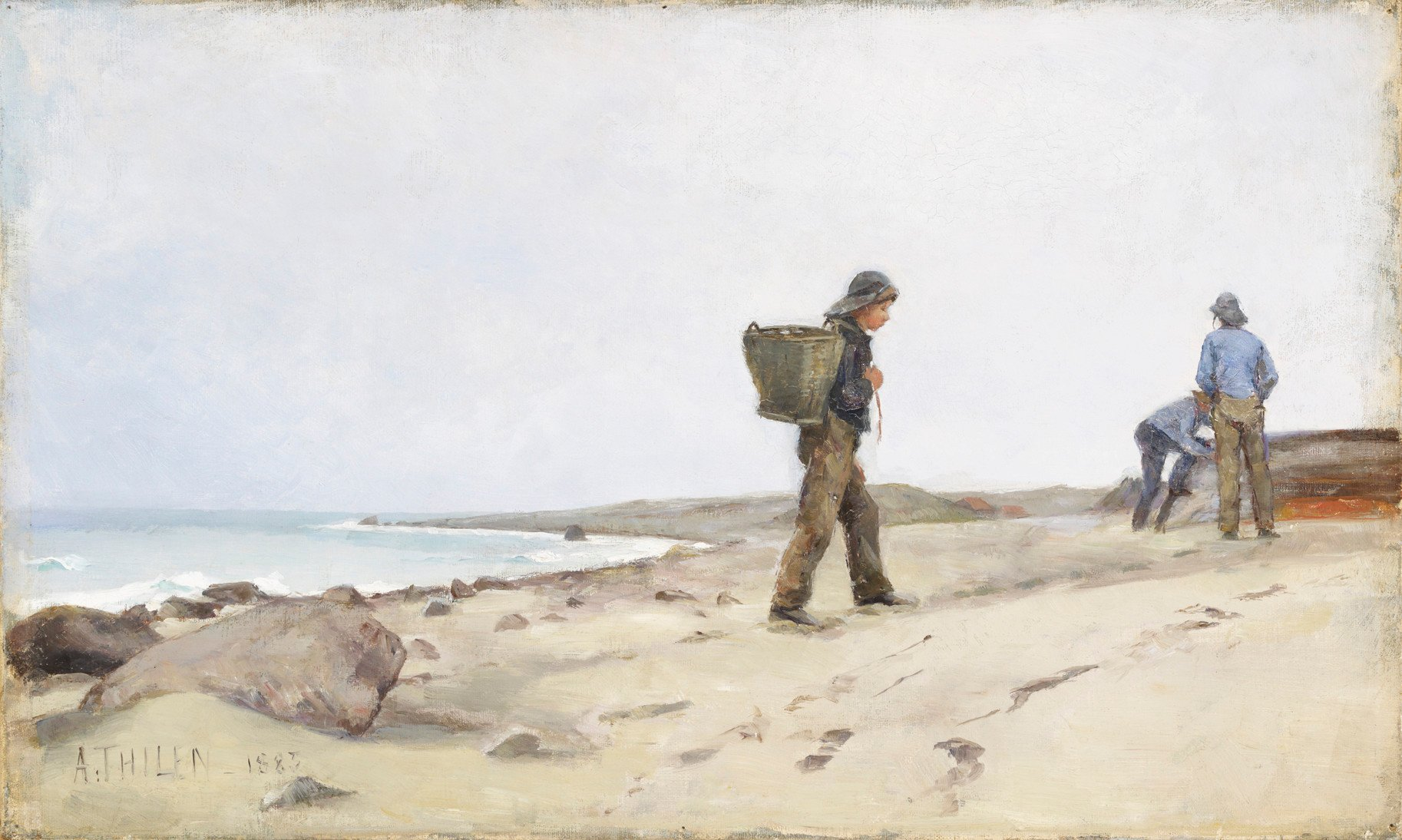
Recolectores de ostras (1885)
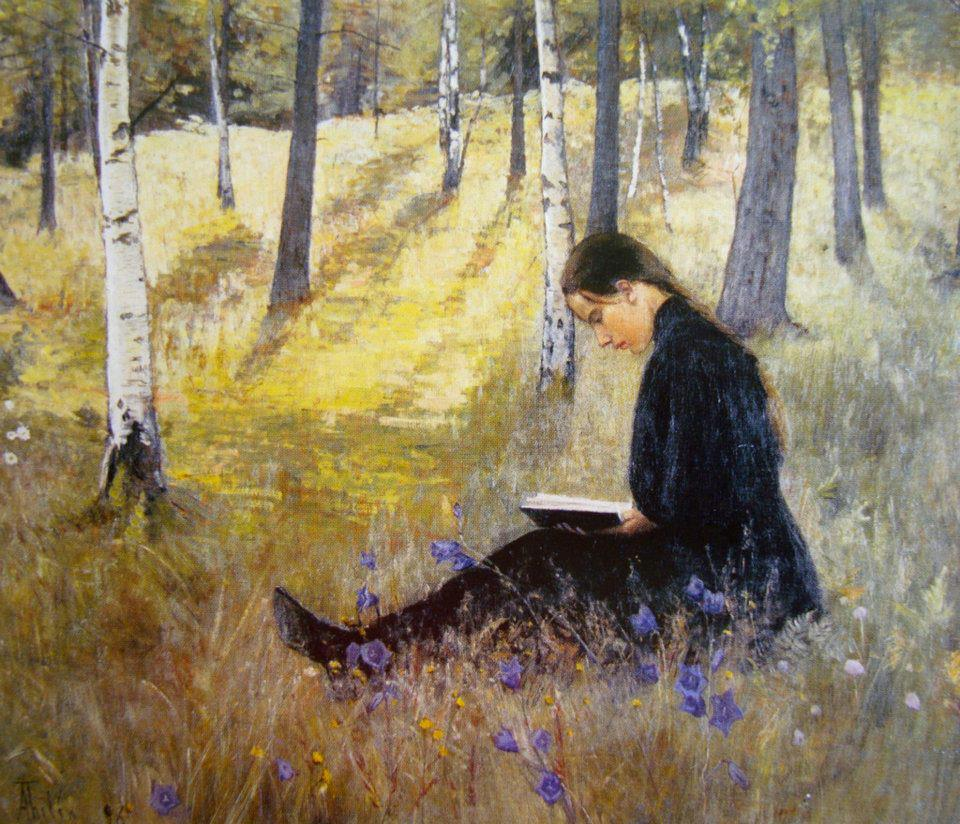
Chica leyendo en un paisaje (1896)
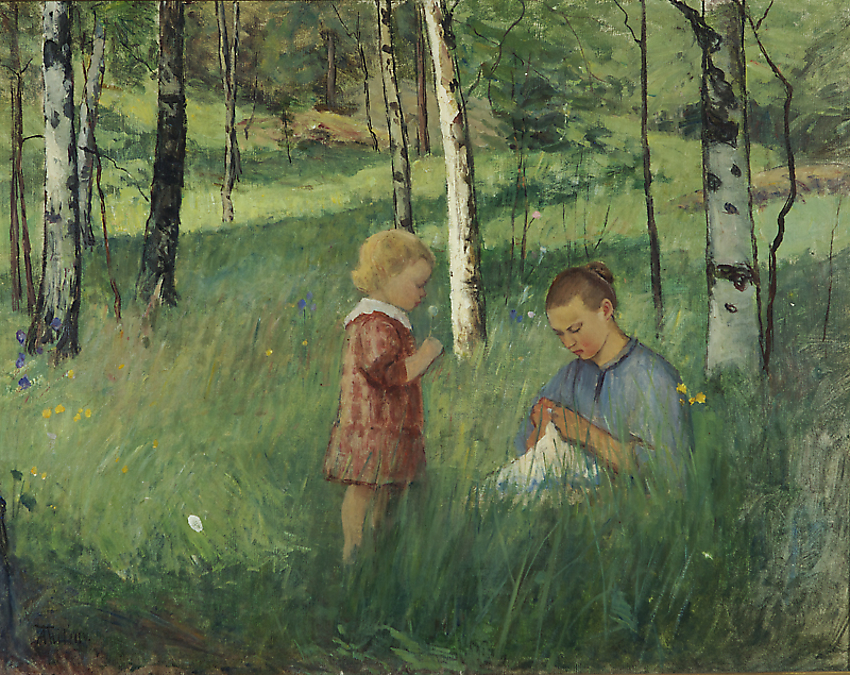
Pequeñas tareas
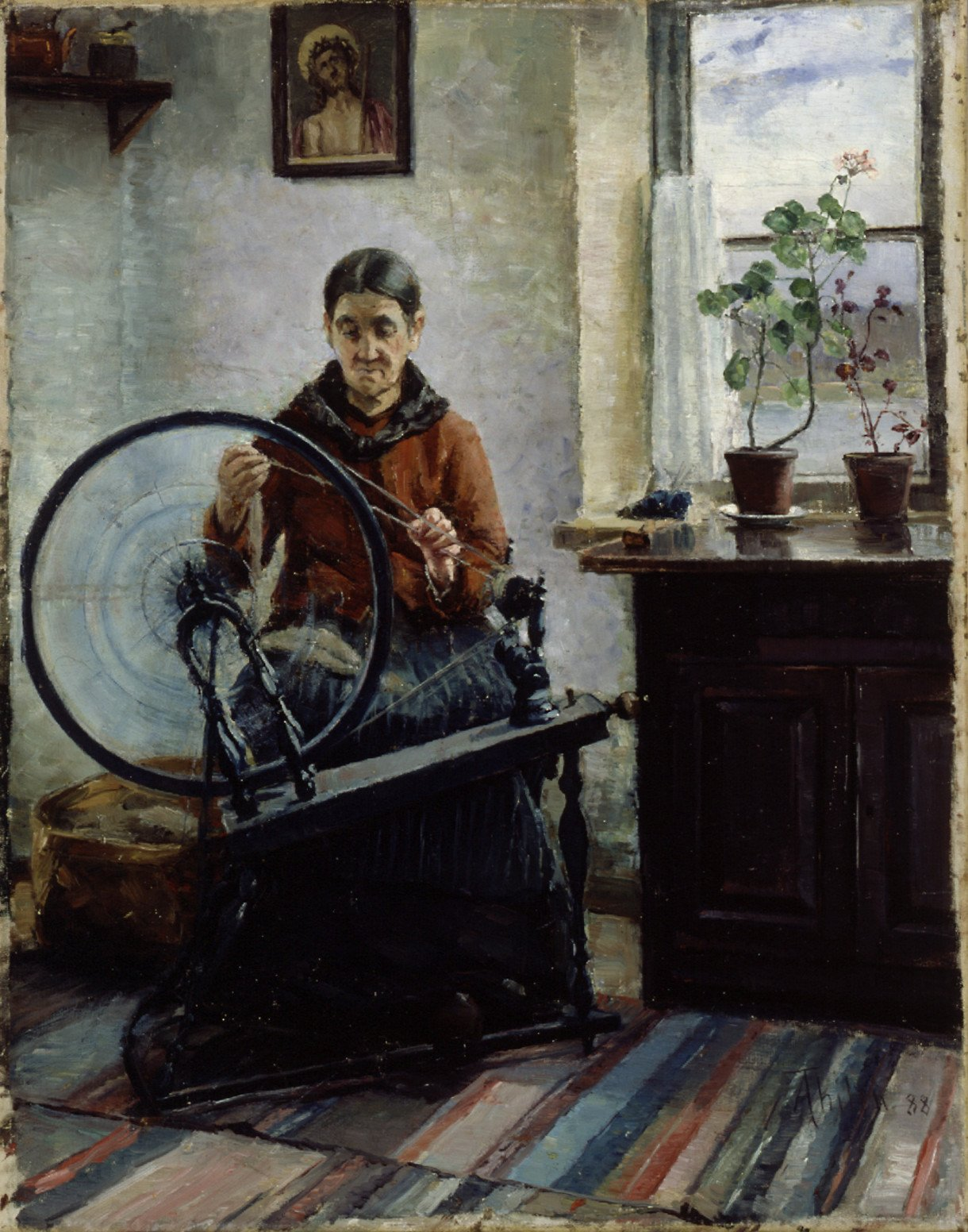
En la rueca (1888)
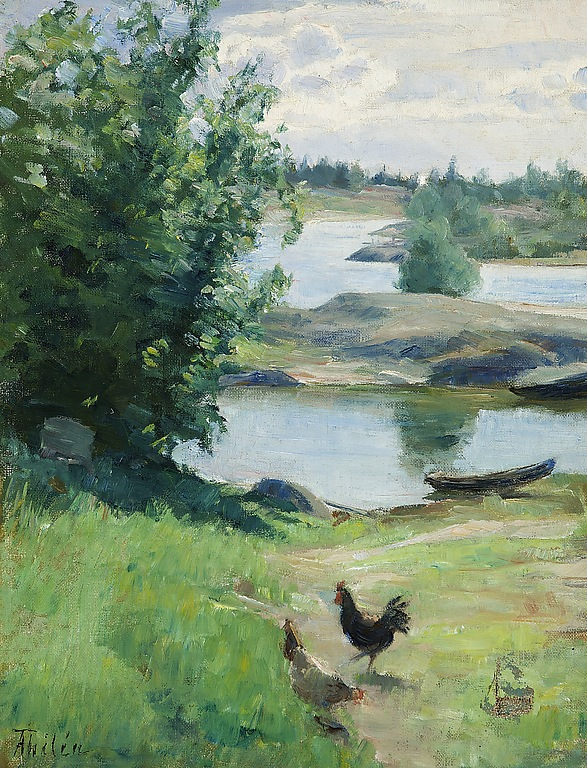
Gallo y gallina
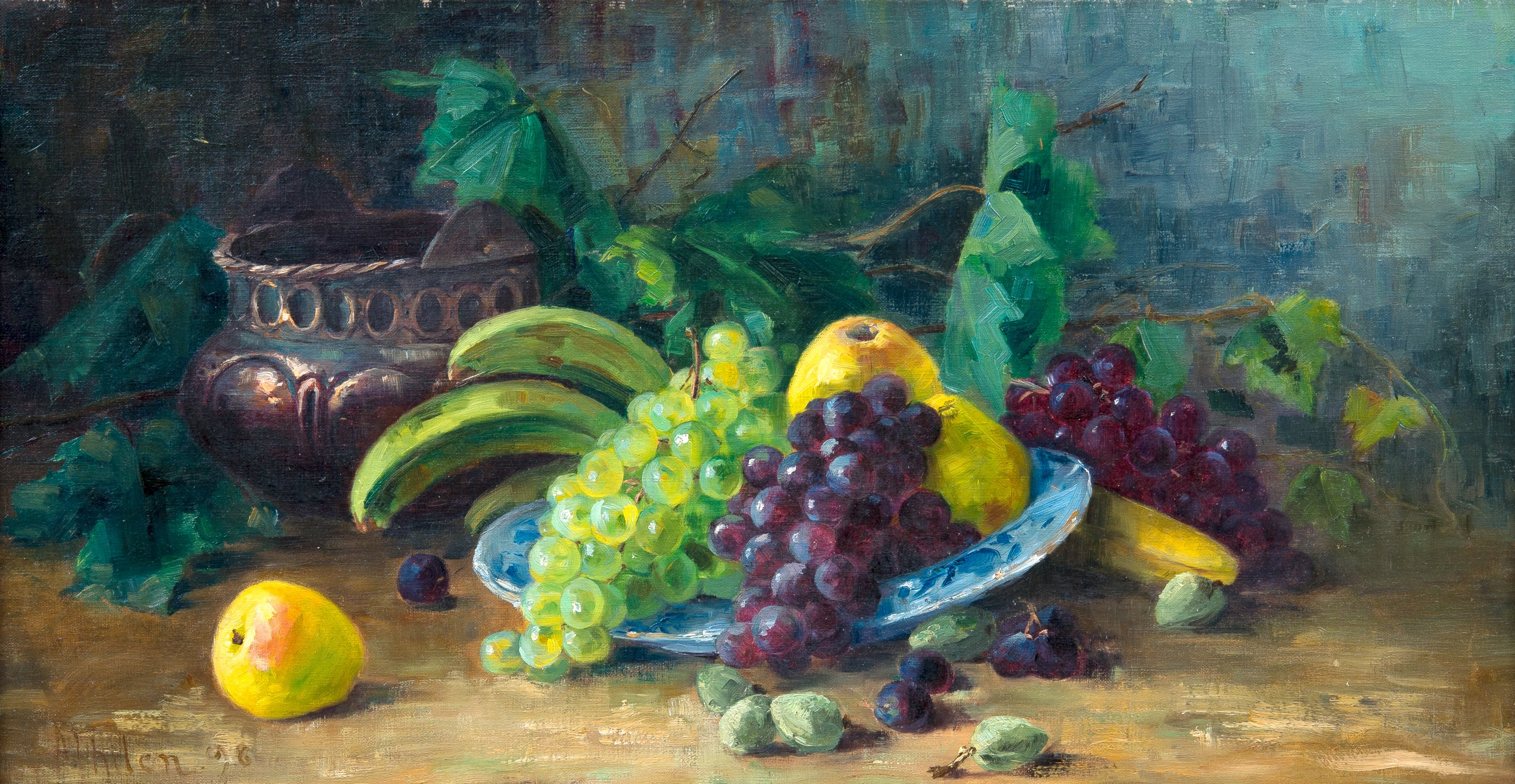
Bodegón con frutas (1896)